# داونلود أكسيلراتور بلس
برنامج داونلود أكسيلراتور بلس (أو Download Accelerator Plus) هو برنامج إدارة تنزيل مغلق المصدر لنظام تشغيل مايكروسوفت وندوز .
البرنامج من إصدارات شركة SpeedBit.

## وصلات خارجية
- الموقع الرسمي